# Sudamerlycaste gigantea
Sudamerlycaste gigantea  (Lindl.) Archila, 2002, è una pianta della famiglia delle Orchidacee originaria del Sud America.

## Descrizione
È un'orchidea di dimensioni gigantesche (da cui il nome della specie) con comportamento terricolo (geofita). S. gigantea presenta grandi pseudobulbi con piccoli cuscinetti e spine acuminati, portanti 3 foglie plicate, picciolate, di forma lanceolata, con evidenti nervature.
La fioritura avviene normalmente in estate, mediante un'infiorescenza derivante da uno pseudobulbo maturo, lunga almeno 40 e fino a 60 centimetri, parzialmente avvolta da brattee floreali di forma triangolare e recante un solo fiore. Questo è grande almeno 6 centimetri, di consistenza rigida e cerosa, molto profumato e presenta petali e sepali dal bianco al verde chiarissimo, con 2 sepali caratteristicamente ripiegati verso il basso e labello di colore variabile dal bianco all'arancione, con margini molto frastagliati, a disegnare una frangia

## Distribuzione e habitat
La specie è originaria dell'America Meridionale, in particolare di Colombia, Ecuador e Bolivia dove cresce terricola (geofita) in ambienti a clima freddo, ad alte quote.

## Sinonimi
Lycaste gigantea Lindl., 1843

Ida gigantea (Lindl.) A.Ryan & Oakeley, 2003

Lycaste gigantea var. labelloviridis H.Williams, 1894

Ida labelloviridis (H.Williams) Oakeley, 2003

## Coltivazione
Questa pianta richiede in coltivazione esposizione a mezz'ombra, temperature basse per tutto l'anno, appena più alte all'epoca della fioritura quando è consigliabile somministrare acqua